# Monastère Sainte-Olga de Volgoverkhovié

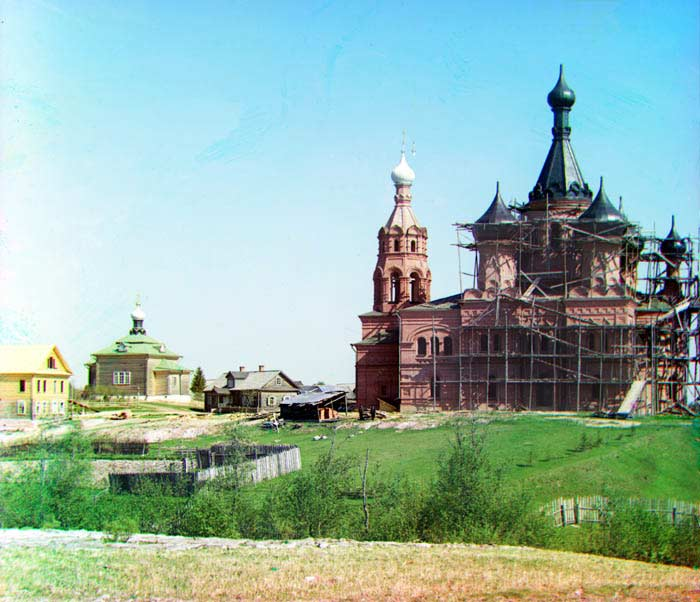
Vue du monastère photographié par Sergueï Prokoudine-Gorski en 1910.

Le monastère Sainte-Olga (Ольгин монастырь) est un monastère de femmes de l'Église orthodoxe russe situé en Russie au village de Volgoverkhovié dans le raïon d'Ostachkov de l'oblast de Tver. Il est consacré à Sainte Olga et se trouve tout près de la source de la Volga.

## Histoire
C'est en 1649 par oukaze du tzar Alexis Romanov qu'est fondé un monastère d'hommes au crénon de la Volga à Volgoverkhovnié. Il est dédié à la Transfiguration du Seigneur au mont Thabor. Cependant en 1724 ou 1727, le monastère brûle et n'est pas reconstruit avant la fin du XIXe siècle.
En 1897, l'archevêque de Tver, Dimitri, et le gouverneur de Tver, le prince Nikolaï Galitzine, commencent à collecter des fonds pour faire construire une nouvelle église dès 1902. Le 29 mai 1912, la grande église de briques rouges dédiée à la Transfiguration est consacrée. Cette date est considérée comme celle de la fondation du monastère féminin Sainte-Olga,. Bientôt les sœurs ouvrent une école paroissiale et vivent de l'élevage de bétail.
Le monastère est enregistré après la révolution d'Octobre comme artel agricole et les autorités le louent aux religieuses qui vivent de leur bétail. D'année en année, elles leur demandent des impôts de plus en plus lourds. Finalement, l'ancien monastère est fermé par les autorités communistes à la fin de l'année 1924. L'église de la Transfiguration devient un grenier à grain. On y installe une écurie pendant la guerre. Tous les bâtiments de bois du monastère disparaissent y compris l'ancienne école et dans les années 1970 ne demeurent plus au village que des kolkhoziens âgés.
Le patriarcat de Moscou et le Saint-Synode décident le 28 décembre 1999 de rouvrir le monastère à la demande de l'archevêque de Tver, Viktor (Oleïnik). Outre l'église de la Transfiguration, le monastère comprend aussi une église de bois dédiée à Saint Nicolas. On construit une chapelle à la source de la Volga (située à 250 mètres) qui est bénie par le patriarche Alexis II de Moscou.

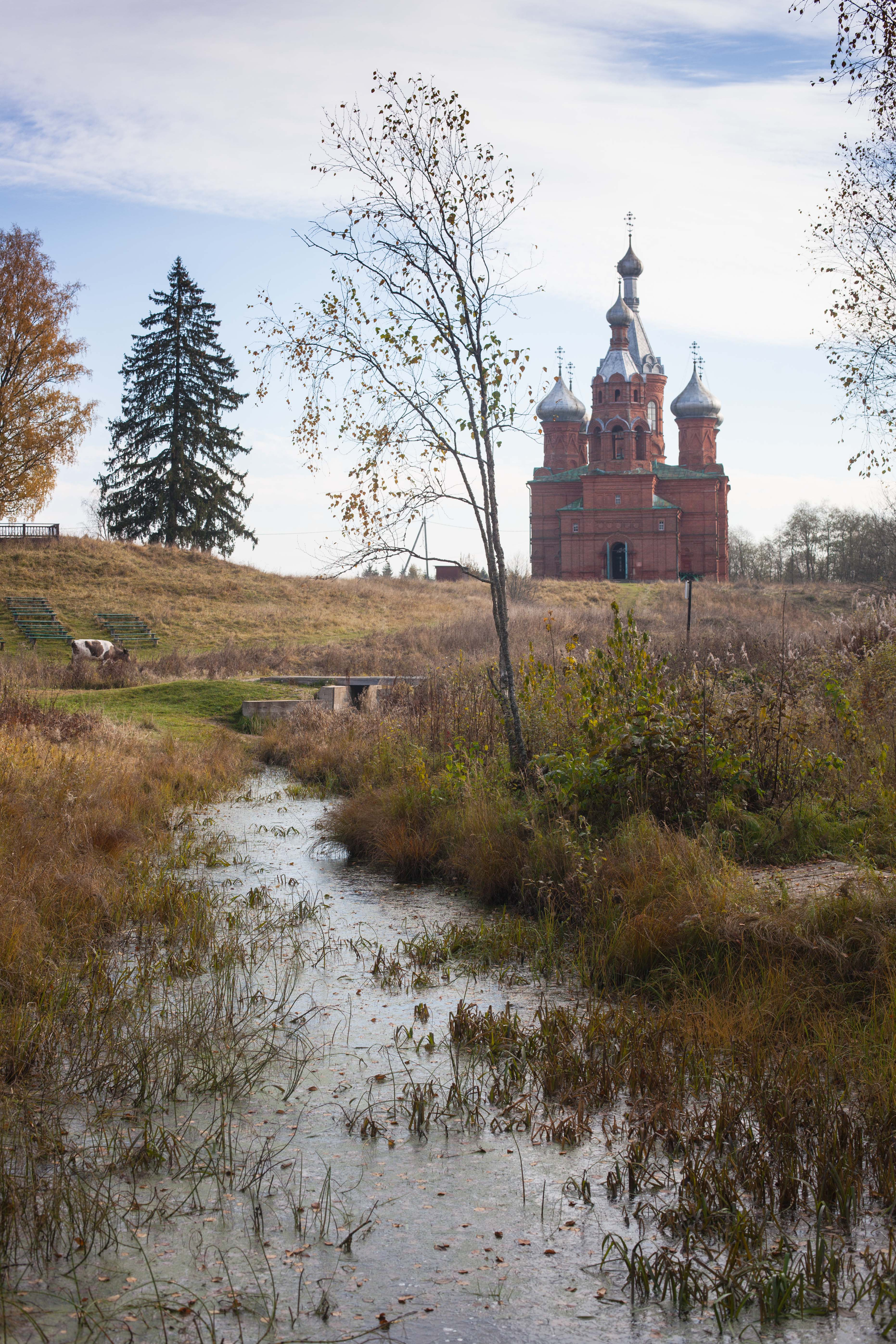
Église de la Transfiguration.
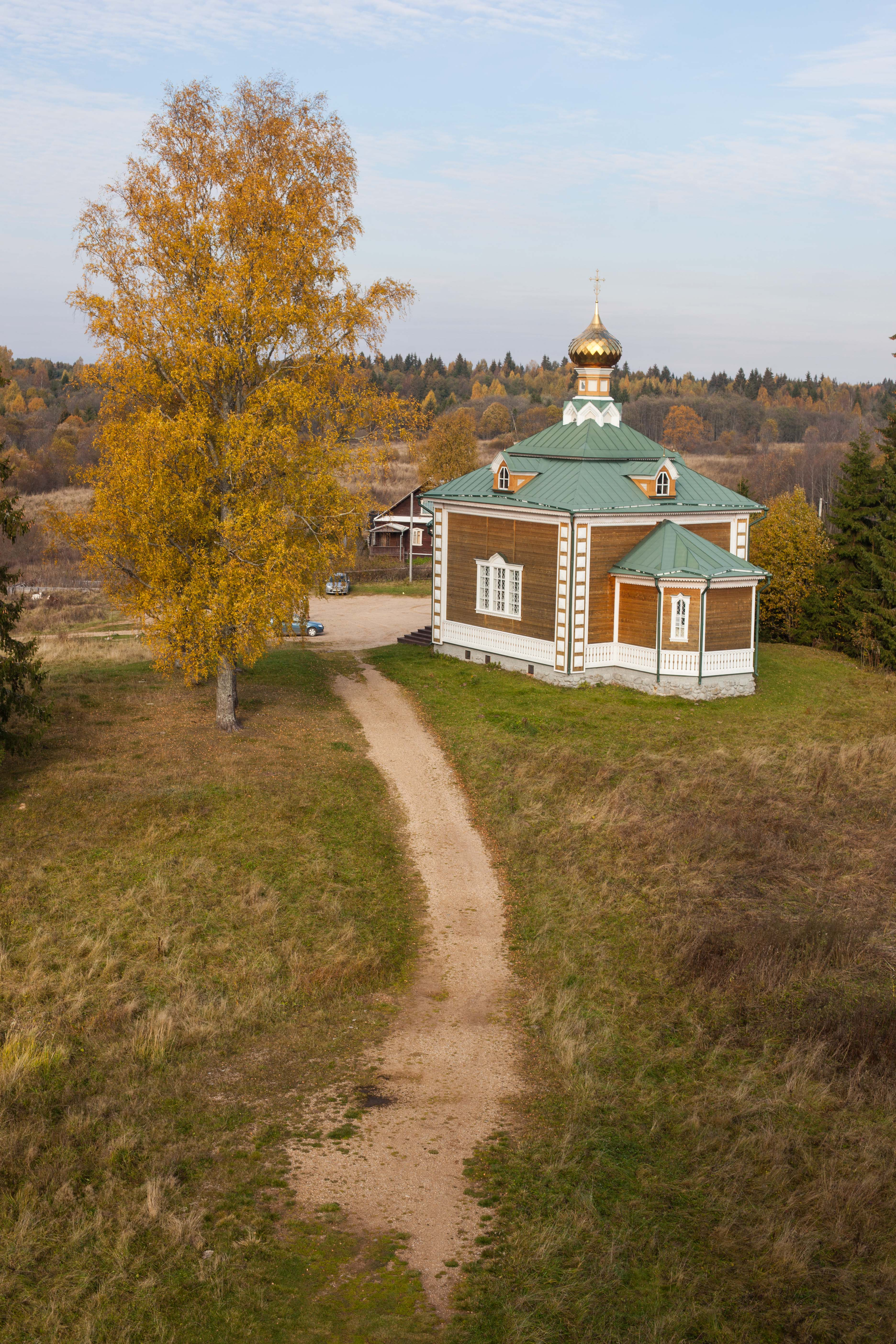
Église Saint-Nicolas.
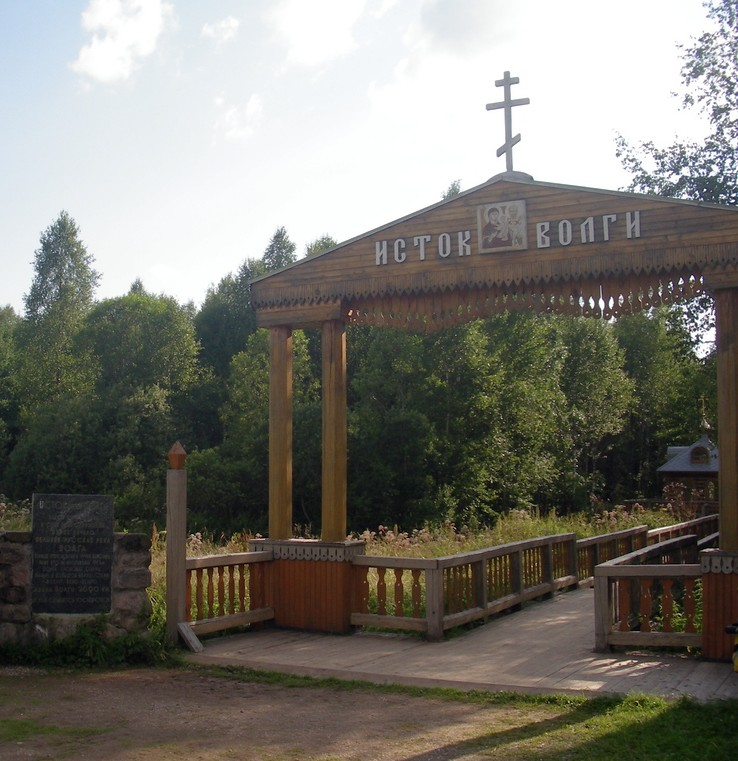
Au bord de la Volga.
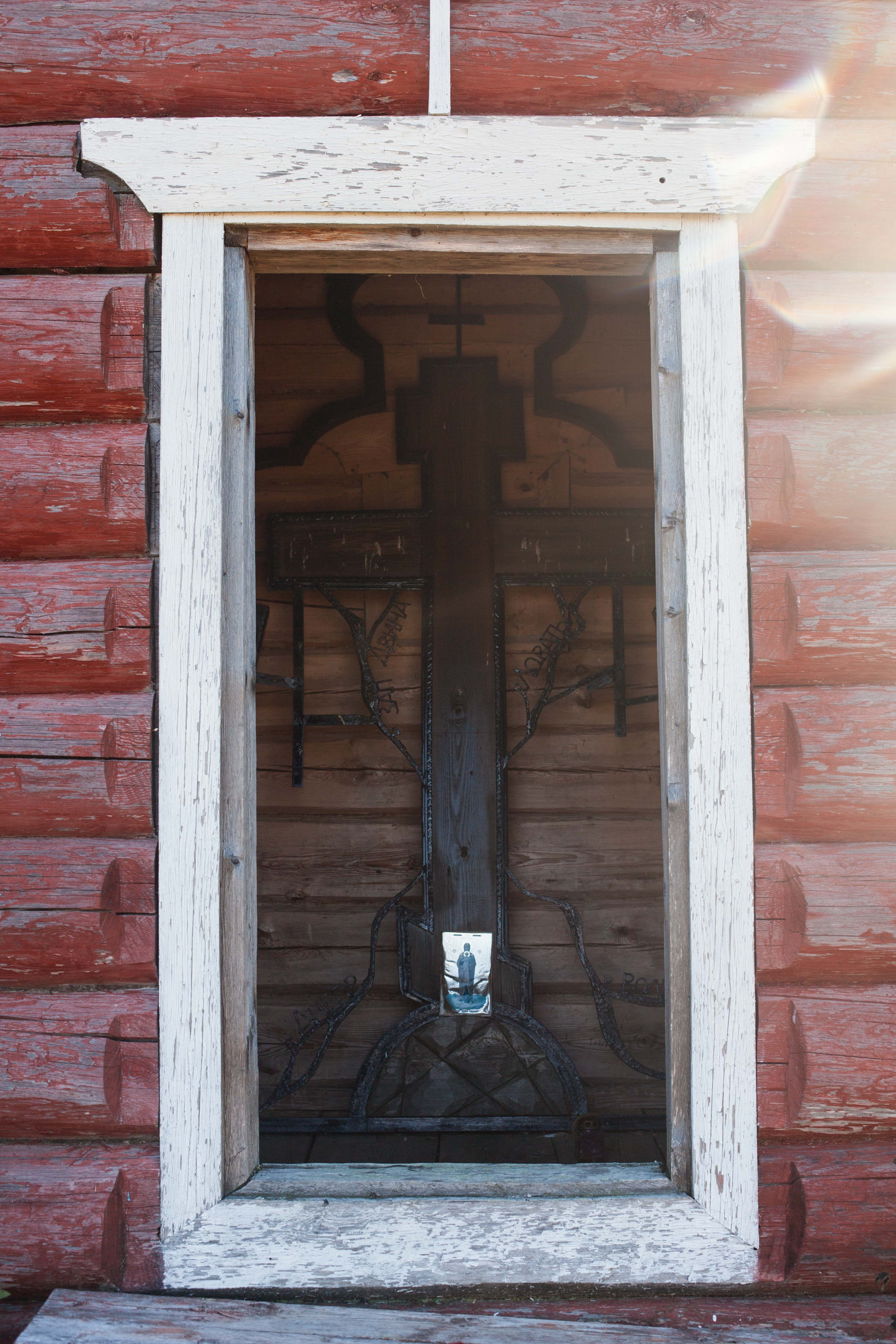
Détail de la chapelle.
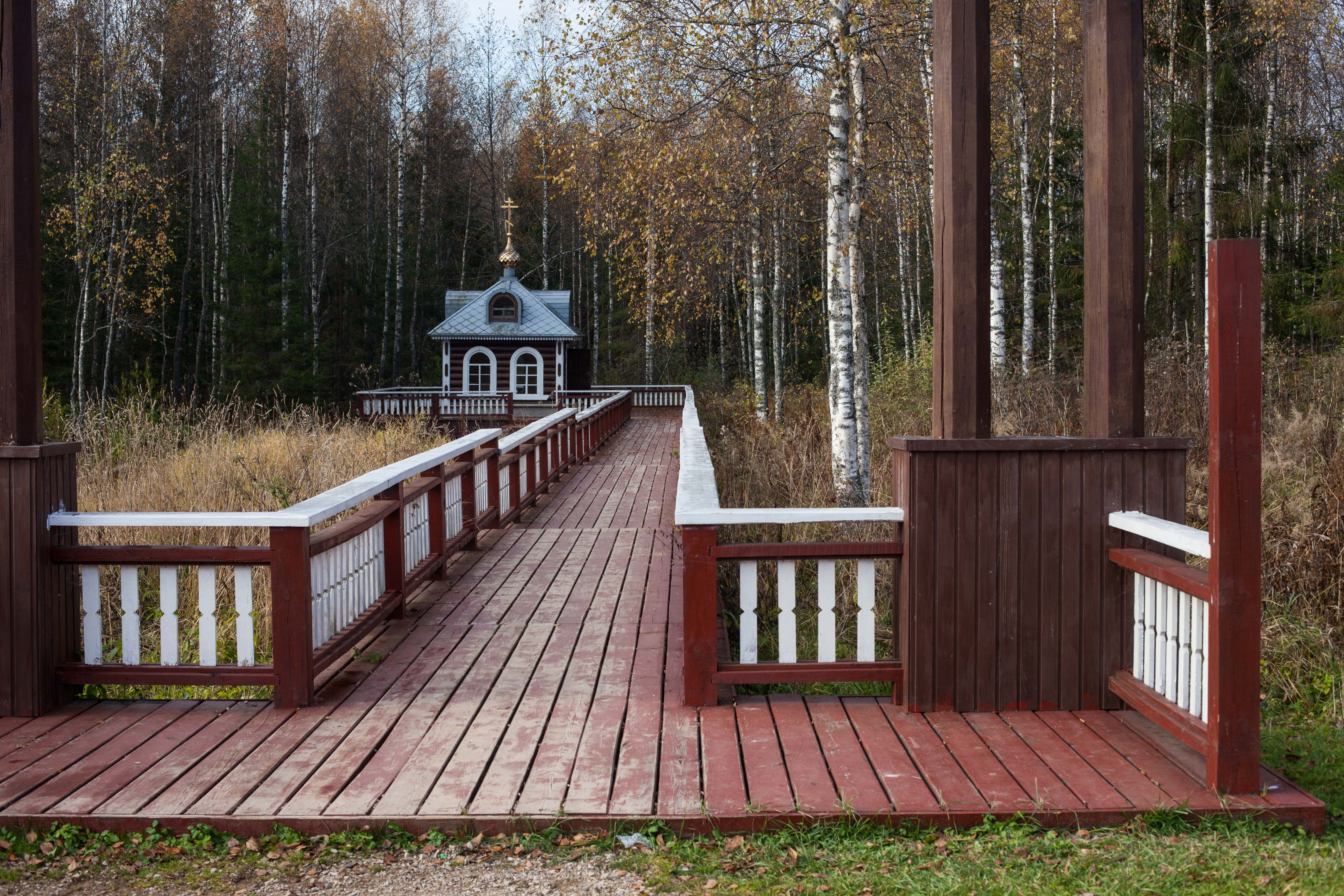
Chapelle à la source de la Volga.

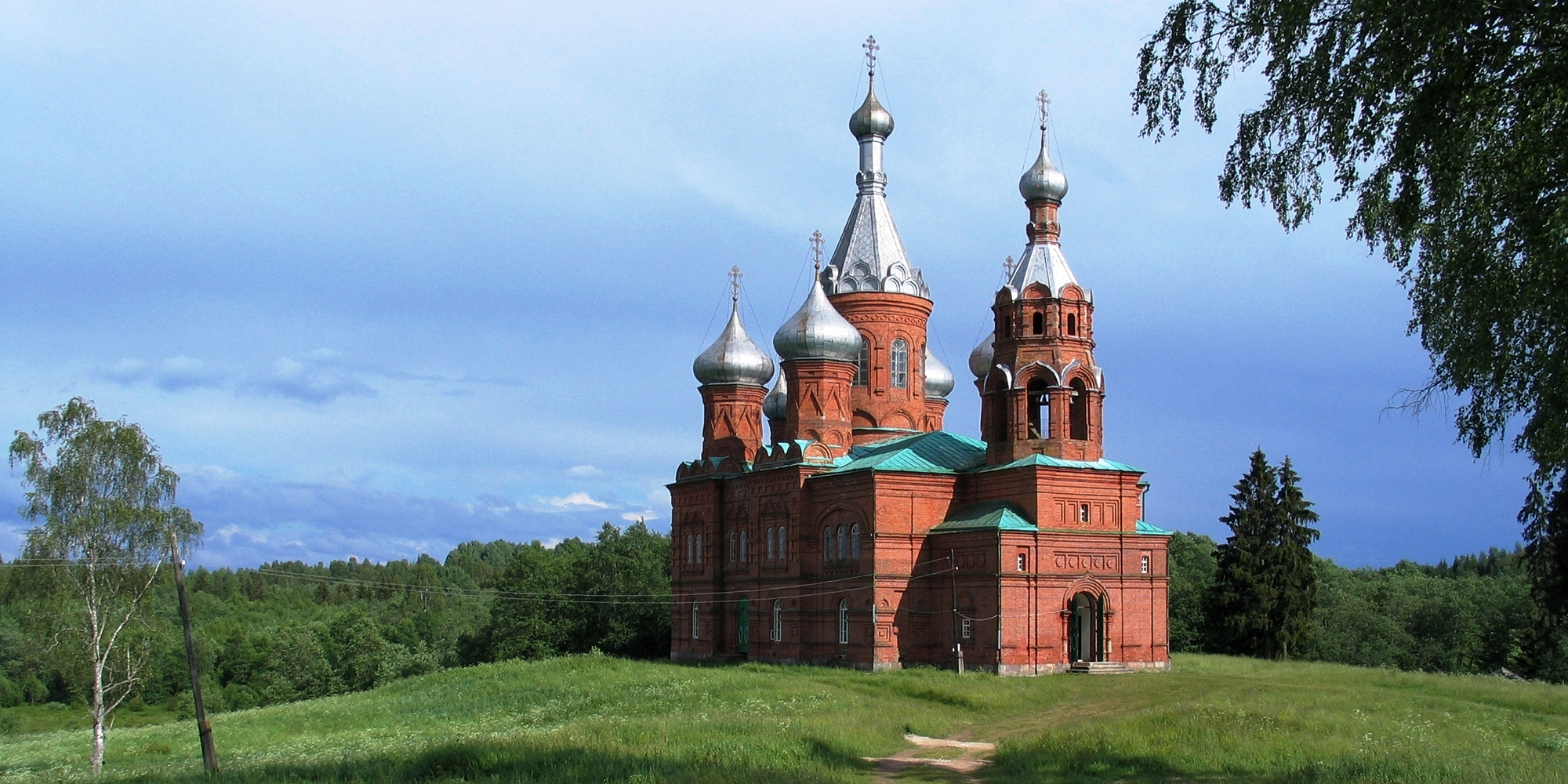
Église de la Transfiguration.